# Yūichi Nakayama

Yūichi Nakayama beim Macau Grand Prix 2012

Yūichi Nakayama (jap. 中山 雄一, Nakayama Yūichi; * 25. Juli 1991) ist ein japanischer Automobilrennfahrer. Er wurde 2013 japanischer Formel-3-Meister. 2014 und 2015 fuhr er in der Super Formula.

## Karriere
Nakayama begann seine Motorsportkarriere im Kartsport, in dem er bis 2007 aktiv war. 2008 wechselte er in den Formelsport und startete in der japanischen Formel Challenge. Er beendete seine Debütsaison auf dem 13. Platz der Fahrerwertung. 2009 blieb Nakayama in der japanischen Formel Challenge. Mit sechs Podest-Platzierungen verbesserte er sich auf den vierten Gesamtrang. 2010 absolvierte Nakayama seine dritte Saison in der japanischen Formel Challenge. Er gewann zehn von zwölf Rennen und entschied die Meisterschaft mit 135 zu 56 Punkten vor Takamitsu Matsui deutlich für sich. Darüber hinaus ging er als Gaststarter zu drei Rennen der pazifischen Formel BMW an den Start.
2011 wechselte Nakayama zu TOM’S in die japanische Formel-3-Meisterschaft. Er startete in einem älteren Fahrzeug und wurde daher in der nationalen Klasse gewertet. In dieser erreichte er den dritten Platz. 2012 erhielt Nakayama bei TOM’S ein aktuelles Fahrzeug. Er gewann sechs Rennen – fünf davon in Folge – und erreichte den zweiten Rang in der Fahrerwertung. Mit 103 zu 118 Punkten unterlag er Ryō Hirakawa. 2013 bestritt Nakayama seine dritte japanische Formel-3-Meisterschaft für TOM’S. Er startete zu 13 von 15 Rennen. Dabei entschied er elf Rennen für sich und wurde zweimal Zweiter. Mit 146 zu 80 Punkten gewann er die Meisterschaft dominant vor seinem Teamkollegen Takamoto Katsuta. Darüber hinaus nahm Nakayama für apr an einem Rennen der Super GT in einem GT300-Fahrzeug teil.
2014 wechselte Nakayama zu KCMG in die Super Formula. Mit einem zehnten Platz als bestem Ergebnis blieb er ohne Punkte. Darüber hinaus bestritt er erneut für apr ein Super-GT-Rennen. Dabei wurde er zusammen mit Morio Nitta und Kōki Saga Zweiter in der GT300. 2015 blieb Nakayama bei KCMG in der Super Formula. Er erzielte erstmals Punkte und wurde mit einem sechsten Platz als bestem Resultat 16. in der Fahrerwertung. Darüber hinaus nahm er mit Saga als Teamkollegen für apr an der gesamten Super-GT-Saison teil. Die beiden gewannen zweimal die GT300-Wertung und erreichten in dieser den dritten Rang.

## Statistik

### Karrierestationen
| - 2008: Japanische Formel Challenge (Platz 13) - 2009: Japanische Formel Challenge (Platz 4) - 2010: Japanische Formel Challenge (Meister) - 2011: Japanische Formel 3, national (Platz 3) | - 2012: Japanische Formel 3 (Platz 2) - 2013: Japanische Formel 3 (Meister) - 2013: Super GT, GT300 - 2014: Super Formula | - 2014: Super GT, GT300 (Platz 18) - 2015: Super Formula (Platz 16) - 2015: Super GT, GT300 (Platz 3) - 2016: Super Formula |

### Einzelergebnisse in der Super Formula
| Jahr | Team | Motor  | 1   | 2   | 3   | 4   | 5   | 6   | 7   | 8   | 9   | Punkte | Rang |
| ---- | ---- | ------ | --- | --- | --- | --- | --- | --- | --- | --- | --- | ------ | ---- |
| 2014 | KCMG | Toyota | SU1 | FUJ | FUJ | FUJ | MOT | AUT | SUG | SU2 | SU2 | 0      | –    |
| 2014 | KCMG | Toyota | DNF | 13  | 16  | 10  | DNF | 16  | 13  | DNF | 18  | 0      | –    |
| 2015 | KCMG | Toyota | SU1 | OKA | FUJ | MOT | AUT | SUG | SU2 | SU2 |     | 1,5    | 16.  |
| 2015 | KCMG | Toyota | 13  | DNF | 15  | 16  | 19  | 10  | DNF | 6   |     | 1,5    | 16.  |

### Einzelergebnisse in der FIA-Langstrecken-Weltmeisterschaft
| Saison | Team             | Rennwagen      | 1   | 2   | 3   | 4   | 5   | 6   | 7   | 8   |
| ------ | ---------------- | -------------- | --- | --- | --- | --- | --- | --- | --- | --- |
| 2025   | Akkodis ASP Team | Lexus RC F GT3 | KAT | IMO | SPA | LEM | SAO | AUS | FUJ | BAH |
| 2025   | Akkodis ASP Team | Lexus RC F GT3 |     |     | 22  |     | 22  |     |     |     |